# 哈拉罕 (路易斯安那州)
哈拉罕（英語：Harahan），是美国路易斯安那州下属的一座城市。根据2010年美国人口普查，该市有人口9,277人。建置上，属于“city”。